# Radu de la Afumați
Radu de la Afumați (sau Radu al V-lea; n. 1493, Târgoviște, Țara Românească – d. 2 ianuarie 1529, Râmnicu Vâlcea, Țara Românească), fiul lui Radu al IV-lea cel Mare, a fost Domn al Țării Românești de mai multe ori: decembrie 1522 - aprilie 1523, ianuarie - iunie 1524, septembrie 1524 - aprilie 1525 și august 1525 - ianuarie 1529. A devenit in cursul domniei și ginere postum a lui Neagoe Basarab, prin căsătoria cu Ruxandra, fiica acestuia (21 ianuarie 1526). După asasinarea lui Radu, Ruxandra a devenit soția unui alt voievod, Radu Paisie.

## Domnie
A dus în general o politică antiotomană, începându-și domnia cu o victorie asupra lui Mehmed-beg, pașa de Nicopole și fiu al unei fete din familia Craioveștilor și al lui Ali Mihaloglu, pașa de Semendria (Smederevo), pretendent la tronul Țării Românești. Între 1522 și 1525, pe teritoriul țării s-au purtat lupte crâncene cu turcii și cu Vladislav al III-lea și Radu Bădica, pretendenți la scaunul domnesc, sprijiniți de Înalta Poartă. Inscripția de pe mormântul lui Radu de la Afumați de la Curtea de Argeș amintește de 20 de bătălii. La îndemnul Craioveștilor s-a supus un timp sultanului, dar, la sfârșitul domniei, când a încercat să reia politica antiotomană, boierii au urzit un complot și l-au ucis. Se spune că a fost ucis împreună cu fiul său Vlad  de către boierii Neagoe și Drăgan în timp ce se afla în biserica numită Cetățuia (sec. XV), situată în nordul orașului Râmnicu Vâlcea.
Domnitorul și-a dobândit titlul în urma bătăliei sale cu turcii, lângă satul Afumați.

## Lectură suplimentară

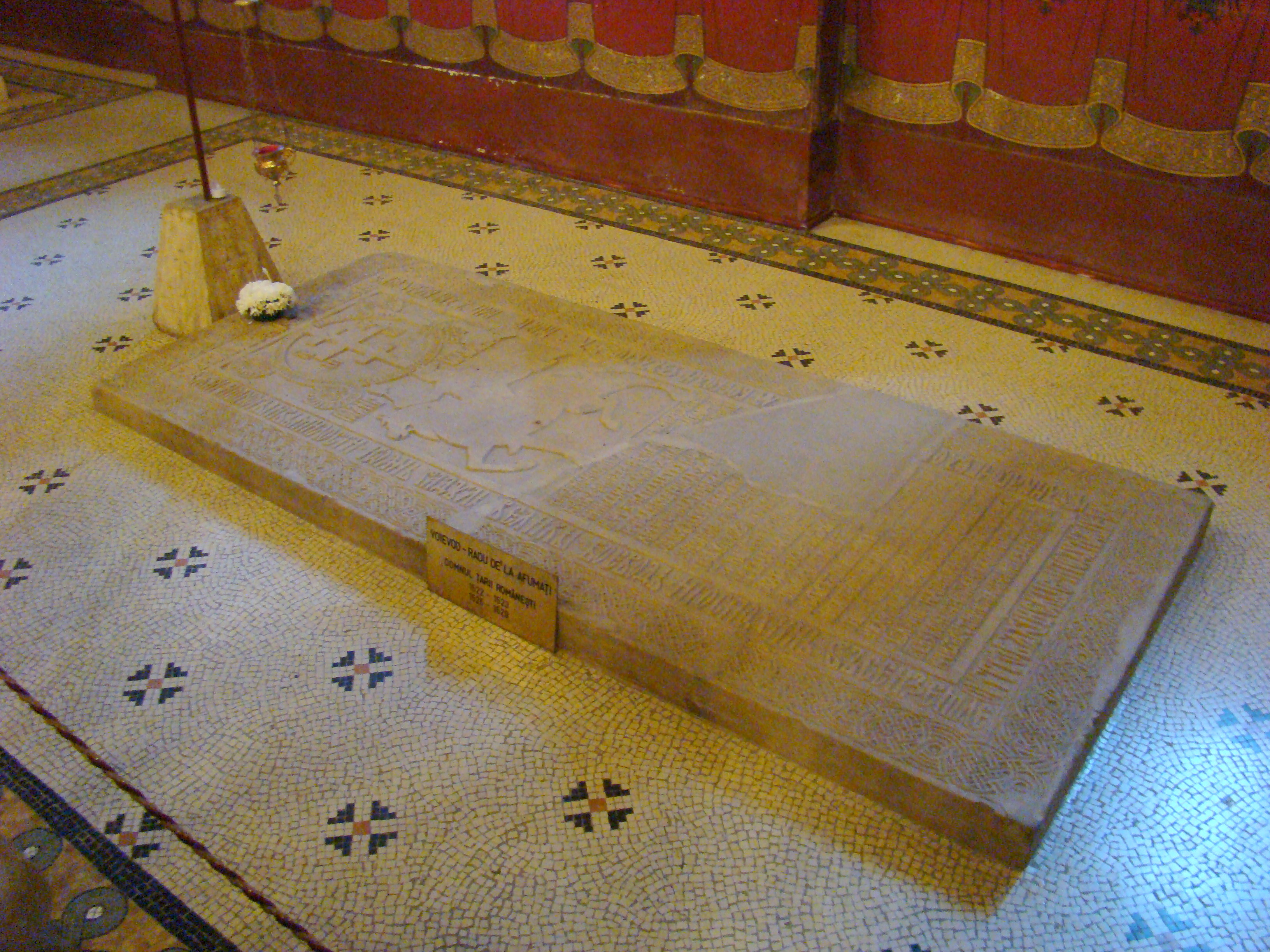
Mormântul lui Radu de la Afumați